# Jan Mabuse
« Mabuse » redirige ici. Pour les autres significations, voir Mabuse (homonymie).

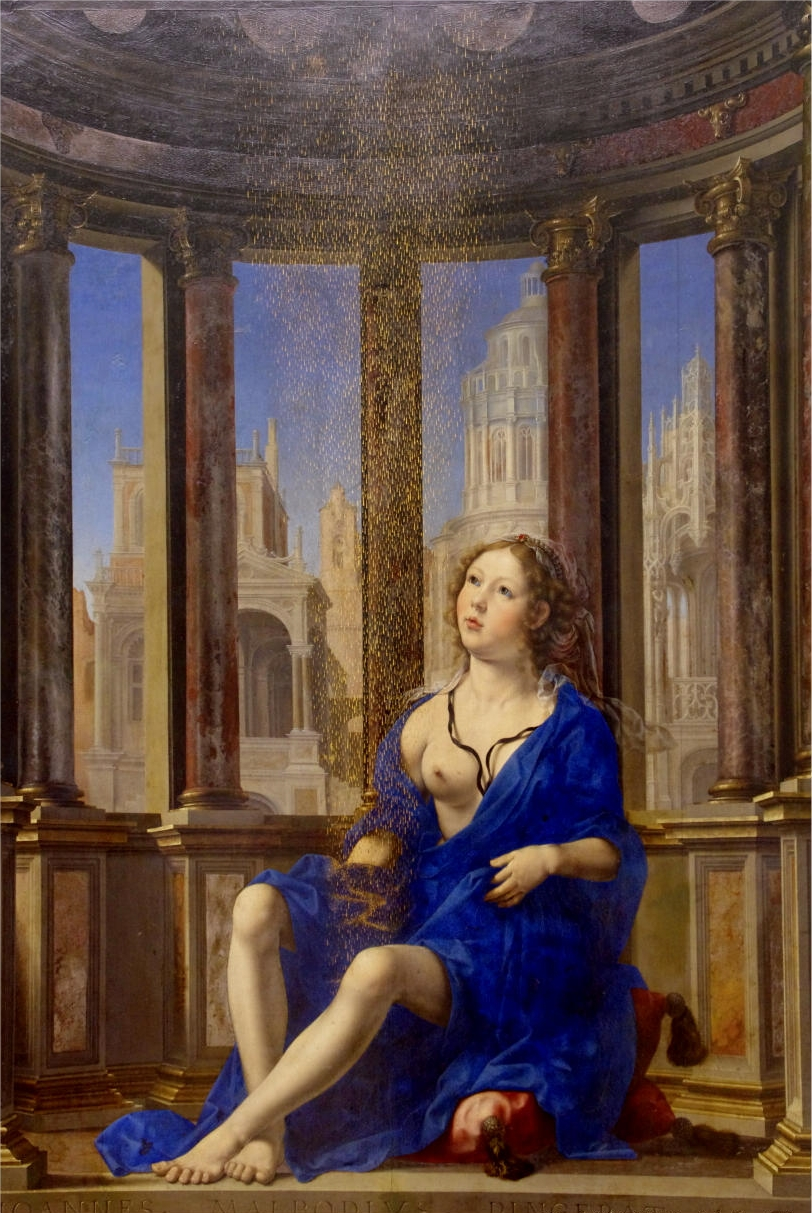
Danaé, 1527
Alte Pinakothek, Munich

Jean Gossart, ou Jan Gossaert, dit Mabuse, né à Maubeuge vers 1478 et mort à Anvers le 1er octobre 1532, est un artiste romaniste de style maniériste de l'École d'Anvers. Peintre, dessinateur, graveur, il est un précurseur de ce « style italianisant d'Anvers », qui relie la tradition flamande du XVe siècle, attentive à la recherche minutieuse du monde réel, à la « manière moderne » italienne dans le rendu de la perspective et la relation entre personnages et environnement.

## Biographie
On ne sait rien du début de sa vie si ce n'est qu'il est né à Maubeuge d'où son surnom. Il apprend probablement son art à Bruges, mais on ne sait pas où il a fait son apprentissage. Il exerce ensuite à Anvers où sa première trace date de 1503. Il y est reçu cette année-là, franc-maître à la guilde de Saint-Luc, sous le nom de « Jennyn Van Henegouve ». Il semble y acquérir un certain succès.
Les œuvres de sa première période montrent une influence d'artistes familiers avec les modèles plastiques, ce qui incite à penser qu'il vécut près de la frontière avec la France. 
Il travaille pour Philippe de Bourgogne, futur évêque d'Utrecht et l'accompagne en Italie, lors de sa mission, qui avait pour objectif de rencontrer le pape à Rome (1508-1509). Après plusieurs étapes à Trente, Vérone, Mantoue et Florence, il se trouve à Rome au moment où Michel-Ange et Raphaël travaillent au Vatican, et au milieu de la ferveur suscitée par de sensationnelles découvertes archéologiques. Il y fait divers croquis sur des antiques. À son retour d'Italie, il est un des premiers à oser dessiner des nus mythologiques, sans doute à l'instigation du duc de Bourgogne.
Il retourne en Flandres avec son mécène vers le début des années 1510 et y est accaparé par des commandes de compositions religieuses, dans lesquelles il allie l'héritage technique des primitifs flamands aux nouveautés de la Renaissance italienne. Il peint plusieurs tableaux à l'église Sint-Adriaansabdij à Grammont, ainsi que le triptyque de Malvagna vers 1513-1515 (palais Abatellis à Palerme).
Au château de Suiburg, appartenant à son mécène, il peut exploiter pleinement ses acquis italiens. Fin 1515, il décore ce palais avec un certain nombre de nus profanes, grandeur nature, comportant une dimension érotique. L'année suivante, sur les indications de Philippe de Bourgogne, il décorera le char funèbre de Ferdinand le Catholique, de personnages nus et de trophées guerriers à l'antique. Il travaille également pour Charles Quint, Marguerite d'Autriche ainsi que d'autres commanditaires. 
Il est actif à Middelbourg, Utrecht, Bruxelles et Anvers.
Sans avoir la subtilité ou la puissance de Van der Weyden, il a notamment en commun avec ce maître de Tournai et Bruxelles, de nombreuses compositions sur un fond architectural. Cette caractéristique est probablement importée d'Italie. Danaé, sa dernière œuvre mythologique, datée de 1527 en témoigne. 
On retrouve son effigie dans Les Effigies des peintres célèbres des Pays-Bas de Dominique Lampson.

## Œuvres
Nombre de ses œuvres ont probablement disparu, mais on peut citer les suivantes :
- L'Adoration des mages (1500-1515) huile sur bois, 177 × 161 cm, National Gallery, Londres[7]
- Vieux époux (1510-1528) huile sur vélin monté sur bois, 46 × 67 cm, National Gallery, Londres[7]
- Saint Luc peignant la Vierge (1515) huile sur bois, 230 × 205 cm, Galerie nationale, Prague
- Neptune et Amphitrite (1516), musée de Berlin, destiné initialement au château de Soubourg
- Diptyque signé « Jean Carondelet » (1517)[8] bois, 42 × 27 cm, musée du Louvre, Paris
- Portrait de Floris van Egmond, (v.1519), huile sur bois, 39,8 × 29,3 cm, Mauritshuis, La Haye
- Saint Luc peignant la vierge (v. 1520) panneau de chêne, 109 × 82 cm, Kunsthistorisches Museum de Vienne[9]
- La Métamorphose d'Hermaphrodite et Salmacis, (v.1520), huile sur bois, 32,8 × 21,5 cm, musée Boijmans Van Beuningen, Rotterdam
- Vénus et Amour, (v.1521), huile sur bois, 36 × 23,5 cm, musées royaux des beaux-arts de Belgique, Bruxelles
- Adam et Eve (1525-1530) Gemäldegalerie (Berlin)[10]
- Portraits des donateurs,  volets d'un triptyque (1525-1532) chêne, 70 × 23,5 cm, musées royaux des beaux-arts de Belgique, Bruxelles. Le panneau central est une Vierge à l'enfant à Norfolk.
- Vierge à l'Enfant, panneau central d'un triptyque (1525-1532), musée Chrysler, Norfolk (Virginie)[11]
- Danaé (1527),  huile sur toile, 114 × 95 cm, Alte Pinakothek, Munich
- Portrait d'un marchand, 1530, National Gallery of Art, Washington[1]
- Vierge à l'Enfant, musée du Prado, Madrid
- Hercule et Déjanire, université de Birmingham
- Triptyque Malvagna, palais Abatellis, Palerme,
- Madone à la Fontaine, pinacothèque Ambrosienne, Milan
- Saint Donatien de Reims, huile sur bois, 43,3 × 34,4 cm, musée des beaux-arts, Tournai
- Le Christ aux outrages, Musée des Beaux-Arts de Gand

Les thèmes sont religieux, avec une touche maniériste (Triptyque Malvagna), mais également érotiques (Neptune et Amphitrite). Il reste l'un des plus importants portraitistes de son temps.

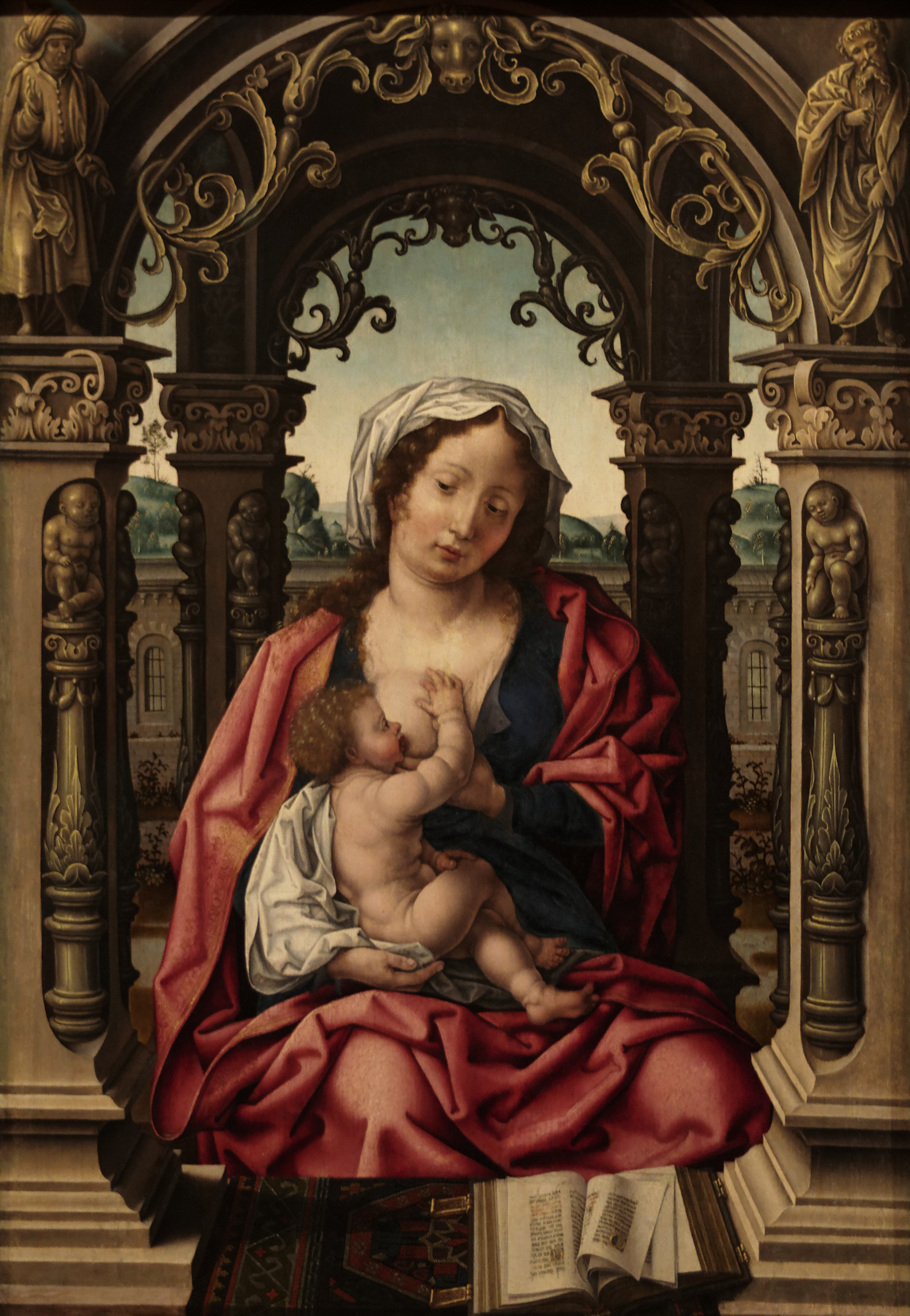
Vierge à l'Enfant , 1508-1510 - Lisbonne Musée Calouste Gulbenkian
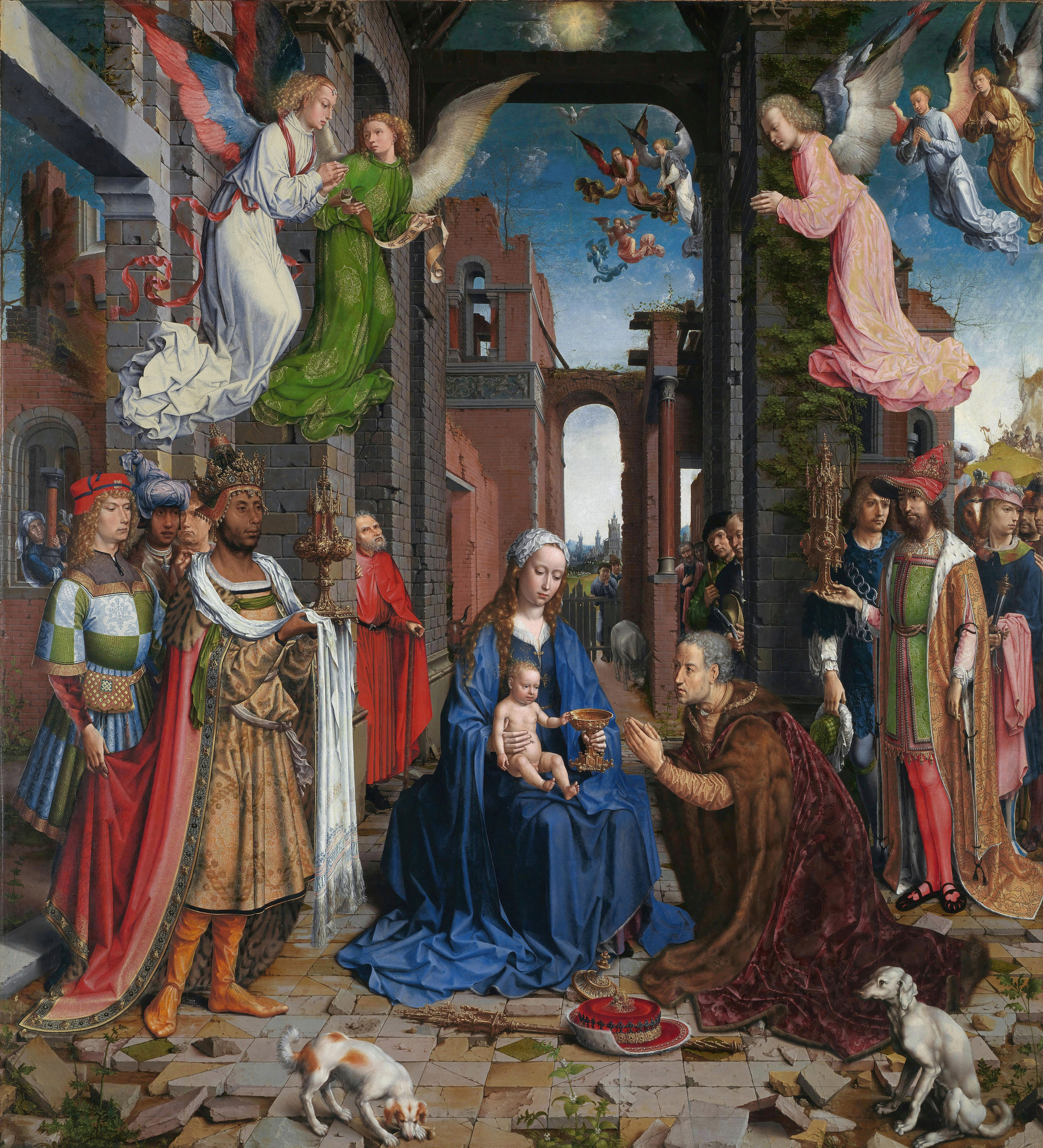
Adoration des Mages, 1508-1510 - London National Gallery
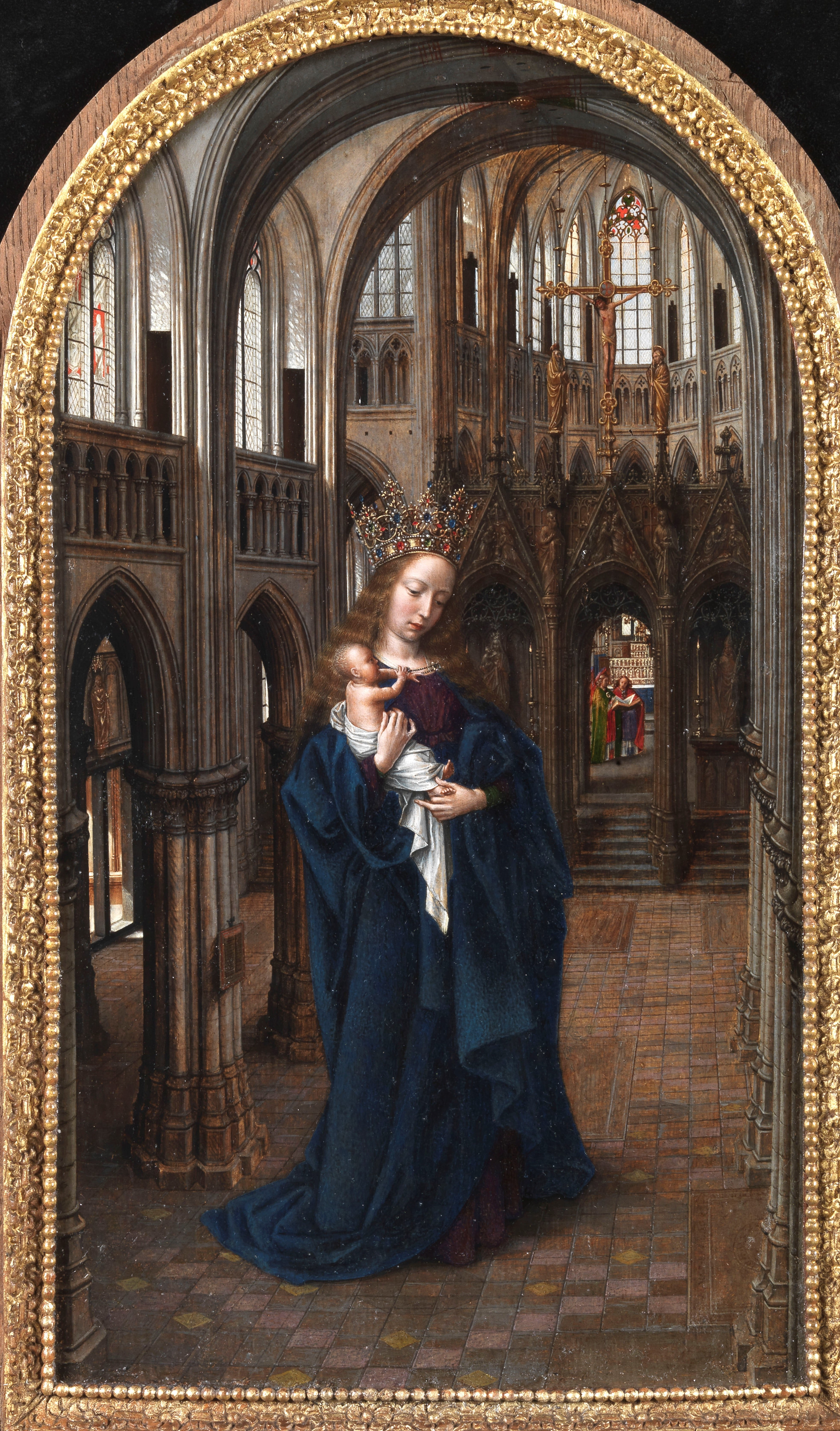
Madonna col Bambino (Madonna nella chiesa), 1510-1515 - Rome, Gallerie Pamphilj
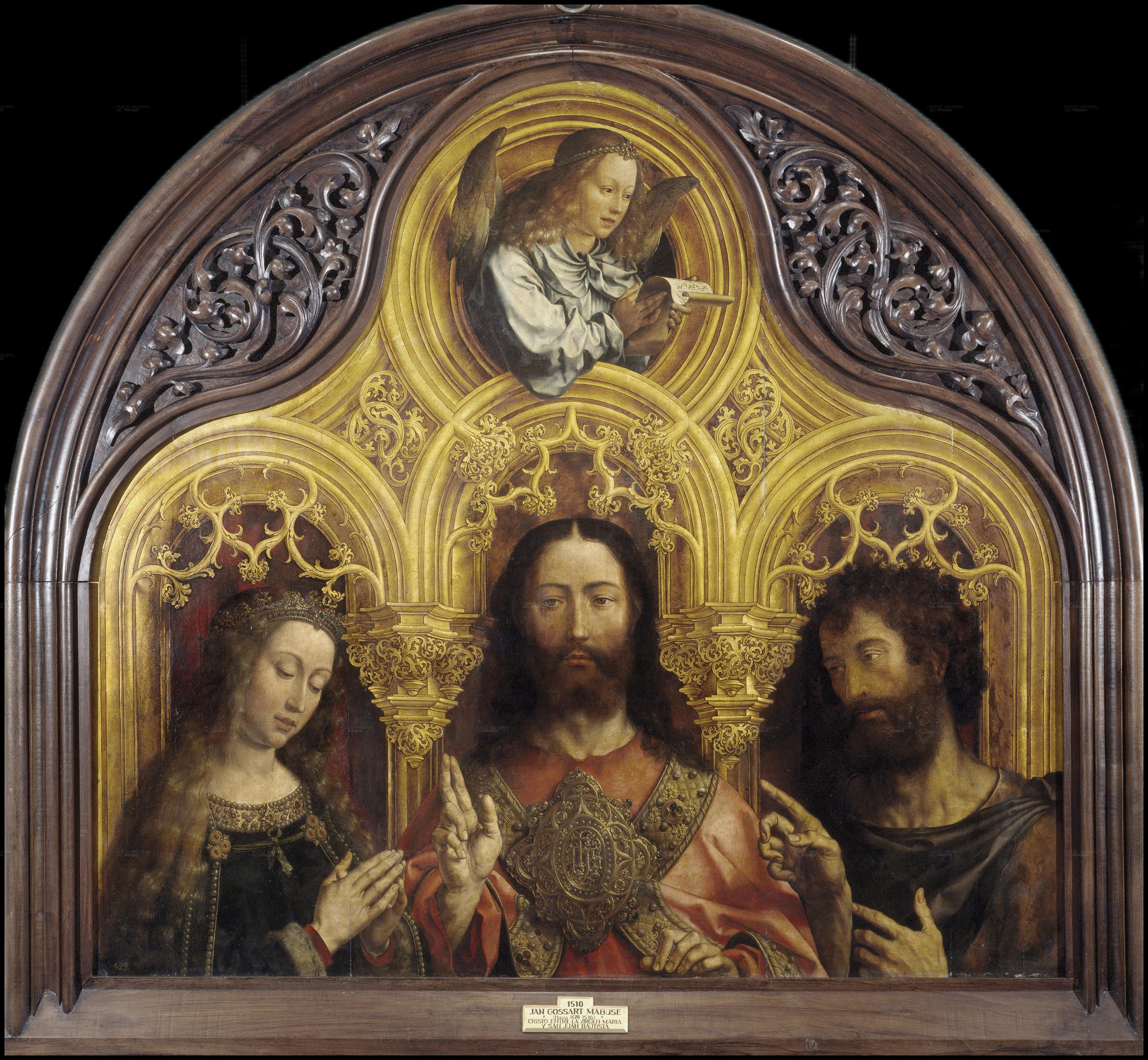
Salvator Mundi, 1510-1520 - Madrid, Le Prado
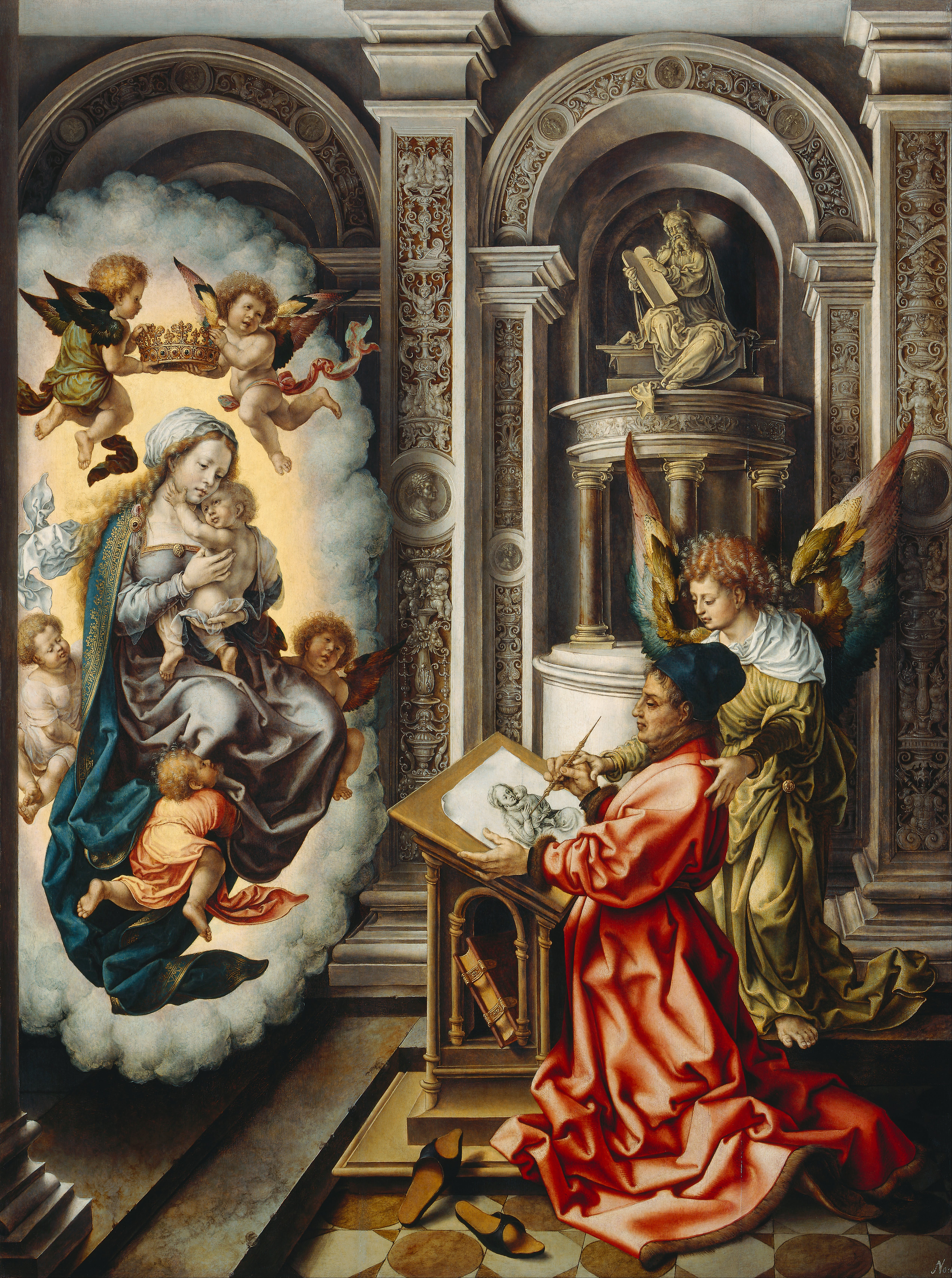
Saint Luc peignant La Vierge, 1520-1525 - Vienne, Kuntshistorisches Museum
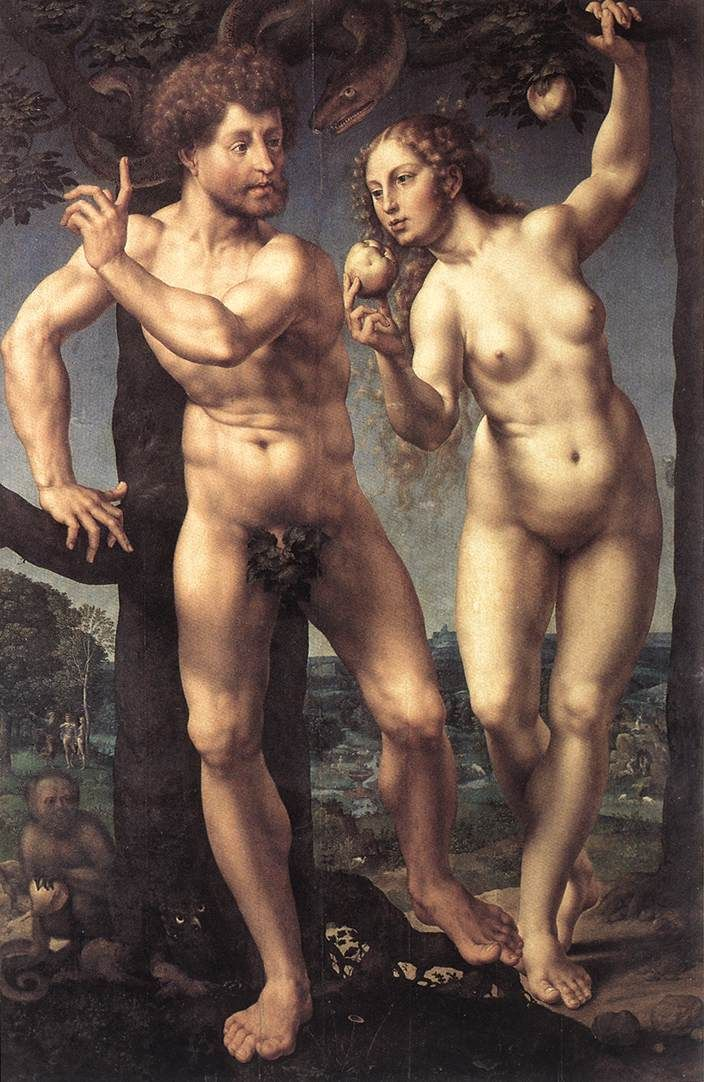
La Chute de l'Homme (Adam & Eve), 1525 - Berlin Gemaldegalerie

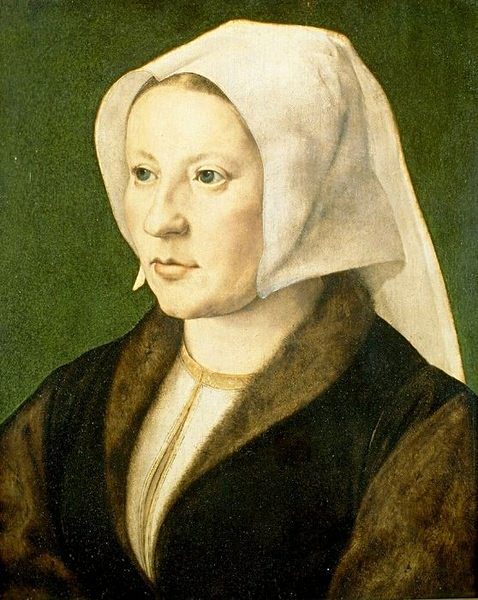
Portrait d'une femme
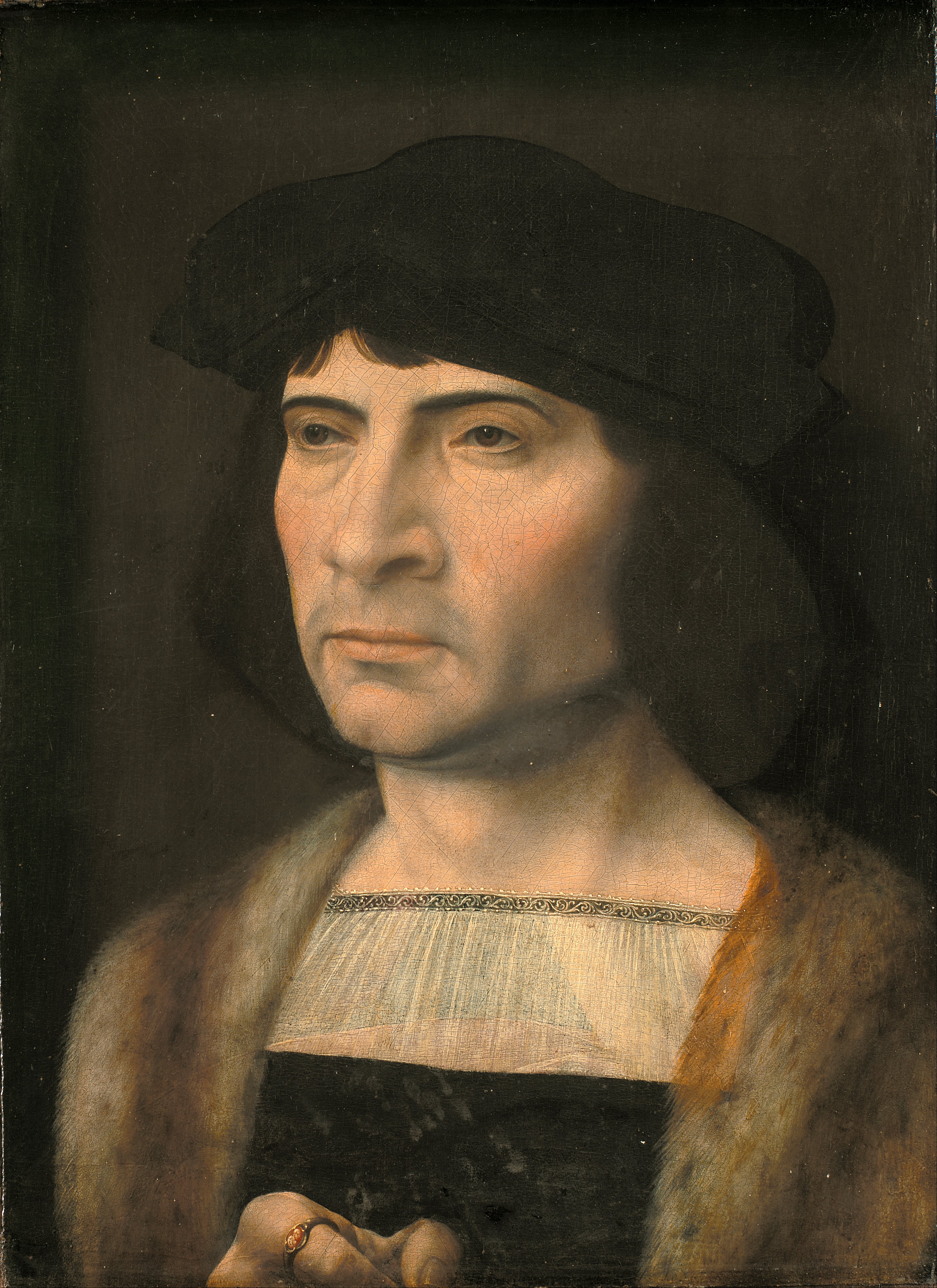
Portrait d'un gentilhomme
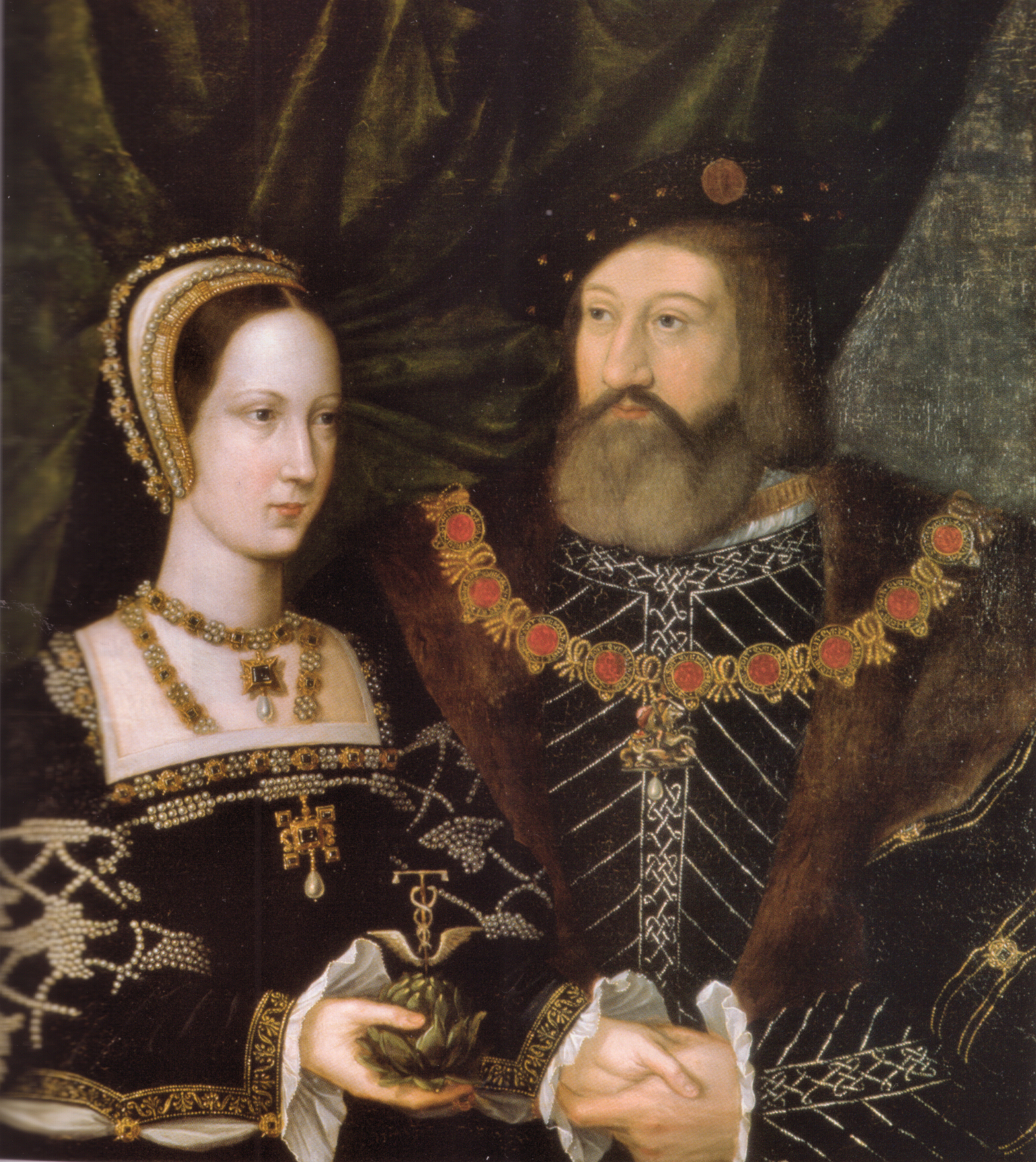
Marie Tudor (1496-1533) et Charles Brandon
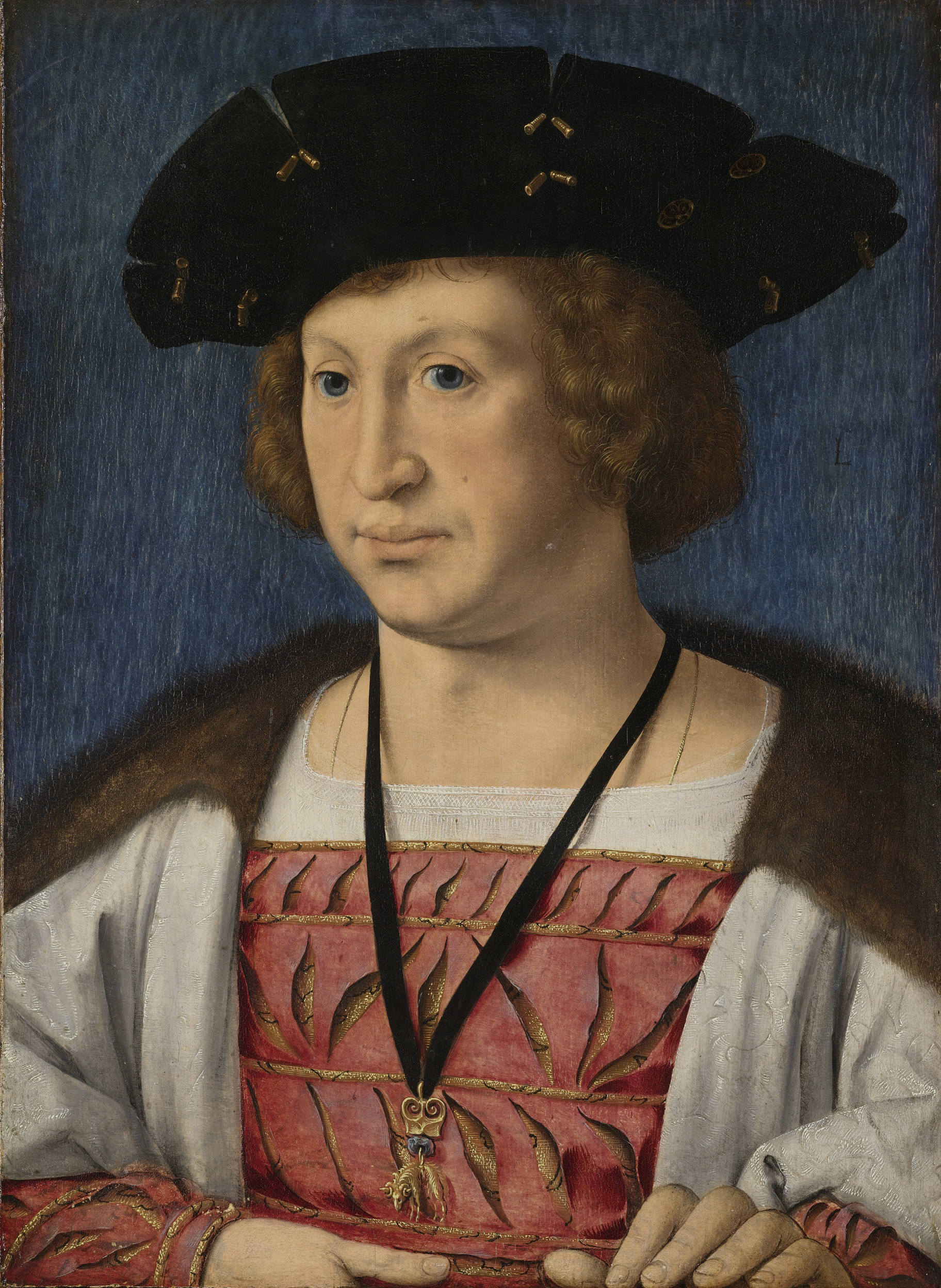
Floris van Egmond
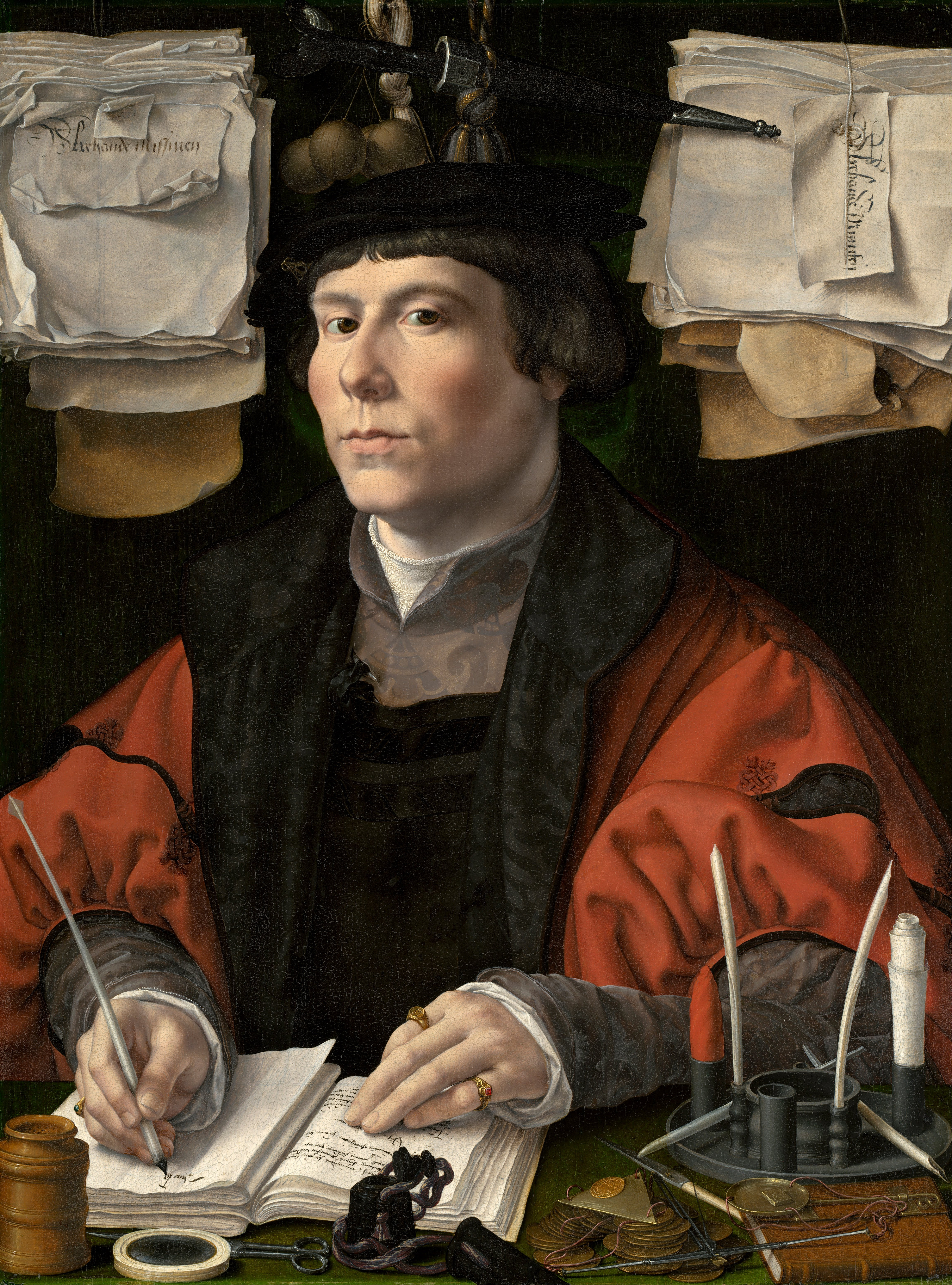
Portrait d'un marchand, 1530 Washington
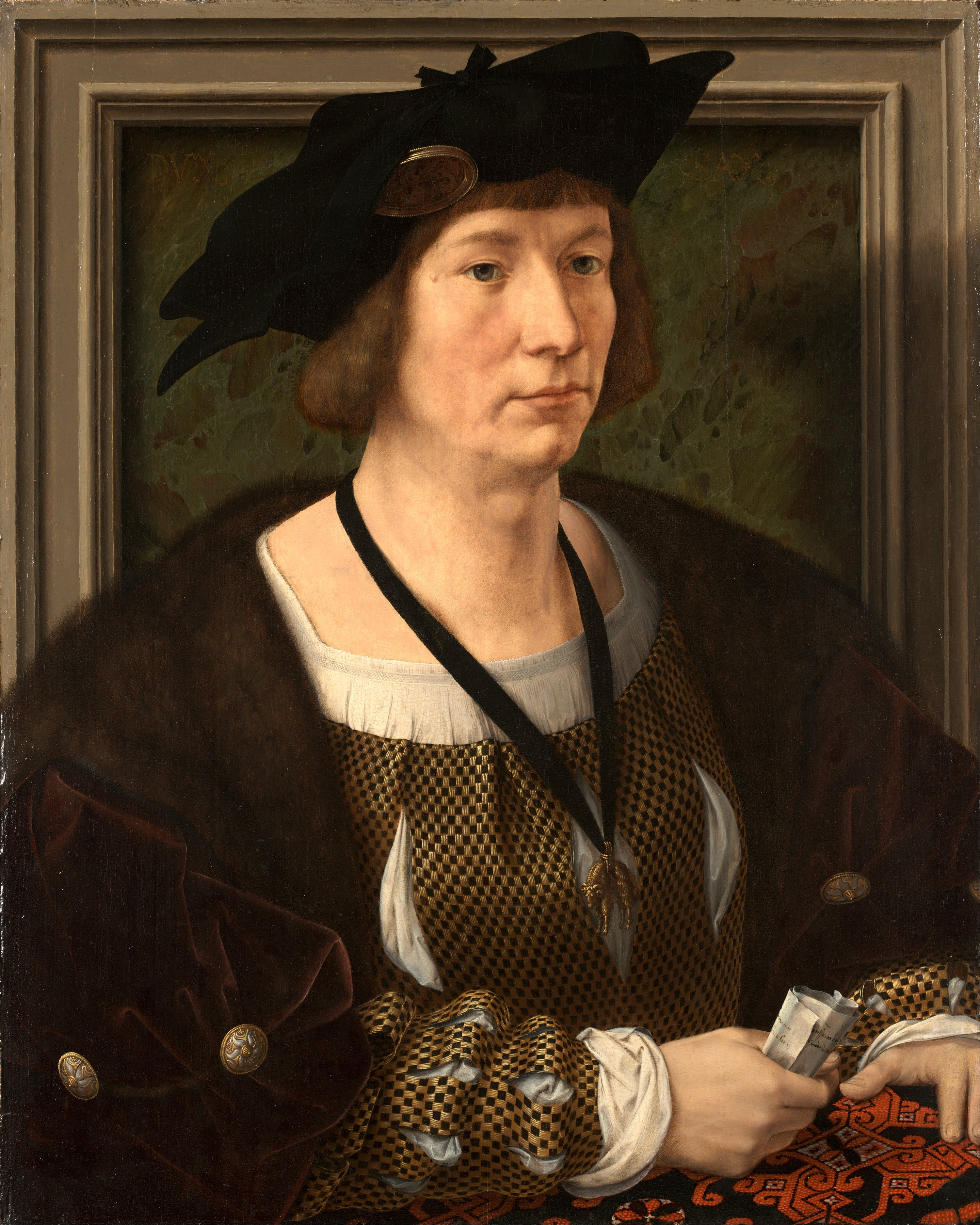
Henri III de Nassau-Breda
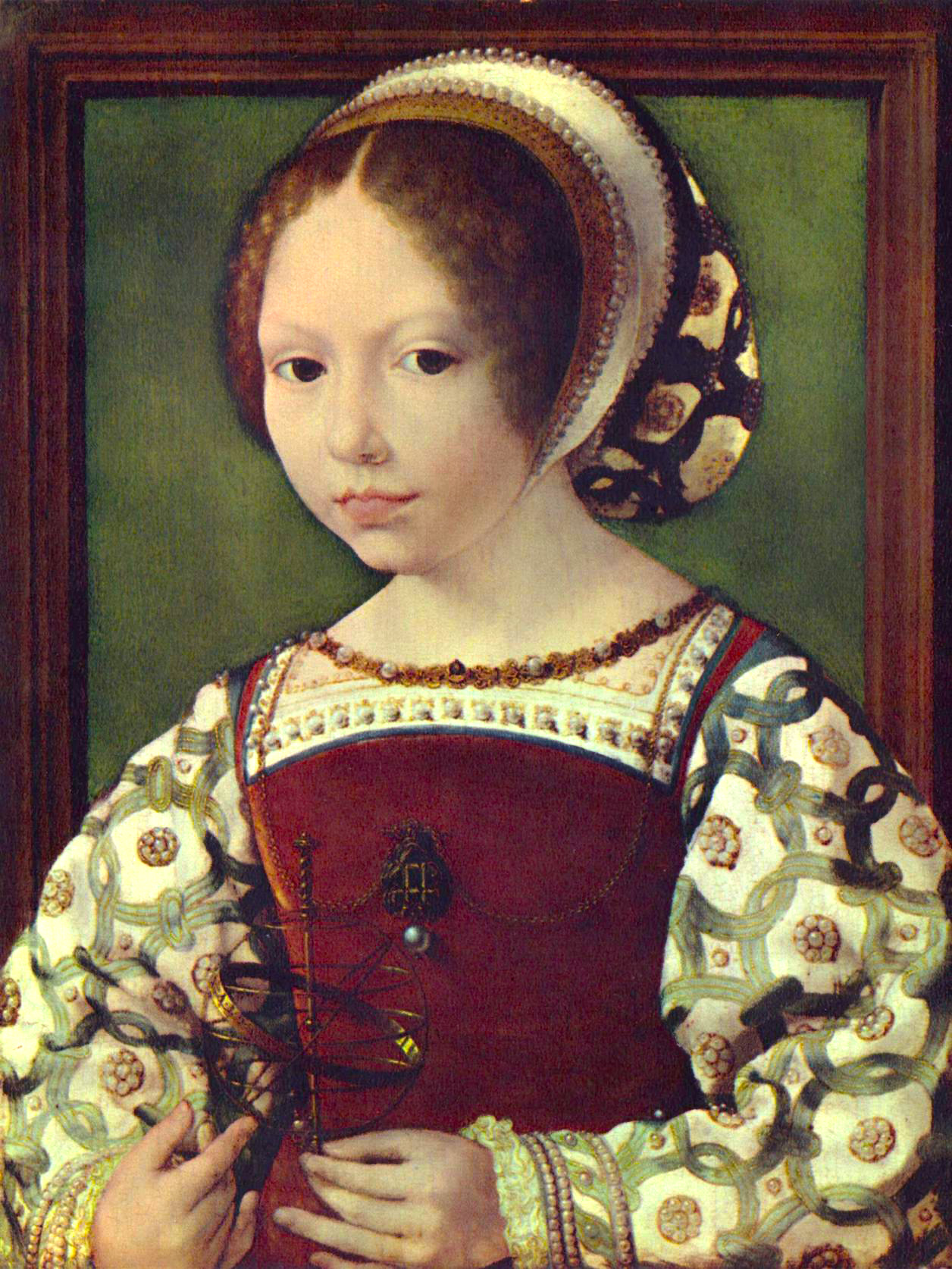
Portrait d'une jeune fille

## Postérité
Son art, profondément novateur exerça peu d'influence sur les peintres de son époque. Il marqua plutôt ceux de la génération suivante. Après sa mort en 1532, sa renommée gagne l'Italie, puis tout au long du XVIIe et du XVIIIe siècle, elle fut grande dans les Pays-Bas du Sud.
Honoré de Balzac en a fait un personnage emblématique de sa nouvelle philosophique Le Chef-d'œuvre inconnu, qui traite du rapport d'un peintre à la réalité qui lui sert de modèle.
Son œuvre a fait l'objet de deux grandes expositions : en 1965 à Bruges et Rotterdam et en 2011 au Metropolitan Museum of Art de New York et au National Gallery de Londres.